# Ágnes Keleti
Dans le nom hongrois Keleti Ágnes, le nom de famille précède le prénom, mais cet article utilise l’ordre habituel en français Ágnes Keleti, où le prénom précède le nom.
Ágnes Keleti, née Ágnes Edit Klein le 9 janvier 1921 à Budapest et morte le 2 janvier 2025 dans la même ville, est une gymnaste hongroise, survivante de la Shoah.
Discriminée avant guerre, elle est multi-médaillée olympique à partir des Jeux de Helsinki en 1952.

## Biographie

### Jeunesse
Ágnes Keleti commence la gymnastique à quatre ans. Elle remporte le premier de ses dix titres nationaux à l'âge de 16 ans mais est exclue de l'équipe nationale du royaume de Hongrie en 1940 car juive.
Ágnes Keleti échappe à la Shoah durant la Seconde Guerre mondiale en se faisant passer pour une chrétienne nommée Piroska Juhasz et travaille pour une famille sympathisante des nazis. Pendant la bataille de Budapest, elle aide à ramasser les cadavres dans les rues et à les enterrer dans des fosses communes. 
Son père meurt à Auschwitz alors que sa mère et sa sœur sont sauvées par Raoul Wallenberg.

### Carrière
Après la guerre, Ágnes Keleti renoue avec la gymnastique, se qualifiant tout d'abord pour les Jeux de Londres pour la Deuxième république hongroise. Toutefois, une blessure l'empêche d'y participer. L'année suivante, elle remporte quatre médailles d'or, une d'argent et une de bronze lors des Jeux mondiaux universitaires de 1949. 
Elle a déjà 31 ans lorsqu'elle participe aux Jeux olympiques de 1952 à Helsinki dans la délégation de la république populaire de Hongrie. Elle y remporte le titre au sol, l'argent par équipes et le bronze aux exercices d'ensemble avec agrès portatifs ainsi qu'aux barres parallèles. 
Lors des Championnats du monde 1954, Ágnes Keleti obtient deux médailles d'or (barres parallèles et exercices d'ensemble avec agrès portatifs par équipes), une d'argent (concours par équipes) et une de bronze (poutre). 
Elle est de nouveau présente aux Jeux olympiques de 1956 à Melbourne. Elle remporte quatre titres (exercices d'ensemble avec agrès portatifs par équipes, sol, barres parallèles et poutre) et deux médailles d'argent (concours par équipes et concours général individuel). Moins d'un mois avant le début de ces Jeux, la Hongrie est envahie par l'URSS pour mettre fin à la Révolution hongroise. La Hongrie décide toutefois d'être représentée aux jeux. Quelques jours avant le début de la compétition, Keleti apprend que sa mère est morte durant les événements. Elle décide alors de rester en Australie, obtenant l'asile politique en compagnie de 44 autres sportifs hongrois. 
De retour en Europe en 1957, on lui propose de participer aux Maccabiades en Israël où elle décide de s'installer. Elle met fin à sa carrière sportive et devient l'entraîneur principale de l'équipe nationale israélienne. 
Elle est alors la troisième gymnaste la plus médaillée de toute l'histoire des Jeux olympiques et l'athlète juive féminine la plus médaillée. Elle est également la plus vieille gymnaste féminine à remporter un titre olympique à l'âge de 35 ans.

### Dernières années
Après son immigration en Israël, Ágnes Keleti revient pour la première fois en Hongrie en 1983 et s'y installera pour y passer ses dernières années en 2015.
En 2019, c'est elle qui allume la flamme olympique des Maccabiades à Budapest. Elle reçoit une subvention annuelle de l'État hongrois de 11 500 euros en récompense de ses médailles olympiques.
En 2020 est publié The Queen of Gymnastics, 100 years of Agnes Keleti, un livre qui marque son centième anniversaire prévu le 9 janvier 2021. Elle est alors la doyenne des sportifs olympiques.
Lors de son centième anniversaire, Thomas Bach, président du Comité international olympique déclare : « Sincères félicitations et meilleurs vœux pour votre anniversaire. Votre histoire est une véritable source d'inspiration. Vous avez montré le pouvoir de la détermination et du courage pour surmonter une tragédie. Ce sont là les qualités d'une grande championne olympique. En tant qu’olympienne, vos dix médailles, dont cinq en or, sont vraiment formidables. Je suis sûr que si vous aviez participé aux Jeux Olympiques de Londres en 1948, vous auriez pu en avoir encore plus. »
Elle fait une apparition vidéo en tant que doyenne officielle des médaillés olympiques du monde entier lors de la cérémonie d'ouverture des Jeux de Tokyo le 23 juillet 2021.
Elle meurt le 2 janvier 2025 à Budapest,, quelques jours avant son 104e anniversaire.

## Distinctions
- 1981 : International Jewish Sports Hall of Fame[6]
- 2002 : International Gymnastics Hall of Fame[12]
- 2015 : Prix Prima Primissima (hu)[13]
- 2017 : Prix Israël catégorie Sports[8]
- 2024 :  Médaille de la jeunesse, des sports et de l'engagement associatif, or (France)[14]

## Palmarès

### Jeux olympiques
- Helsinki 1952
  -  médaille d'or au sol
  -  médaille d'argent par équipes
  -  médaille de bronze aux barres asymétriques
  -  médaille de bronze aux exercices d'ensemble avec agrès portatifs

- Melbourne 1956
  -  médaille d'or au sol
  -  médaille d'or à la poutre
  -  médaille d'or aux barres asymétriques
  -  médaille d'or au sol par équipes
  -  médaille d'argent du concours général individuel
  -  médaille d'argent par équipes

### Championnats du monde
- Rome 1954
  -  médaille d'or aux barres asymétriques
  -  médaille d'argent par équipes
  -  médaille de bronze à la poutre